# Classe 50
La Classe 50 è stata quella di minor cilindrata tra le classi del Motomondiale. Si disputò tra il 1962 e il 1983; dall'anno seguente fu sostituita dalla Classe 80.

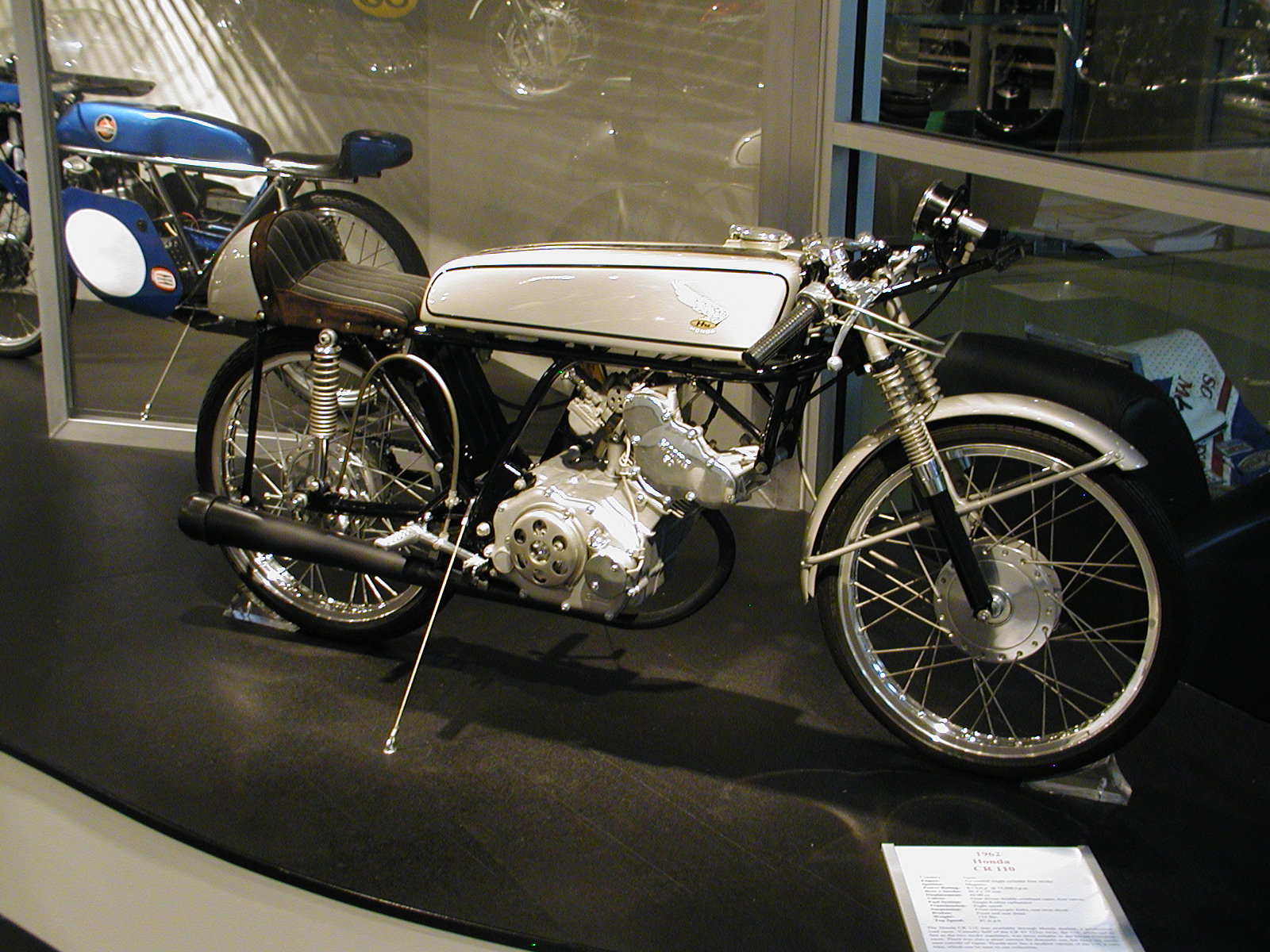
La Honda CR 110 del 1962

## Storia

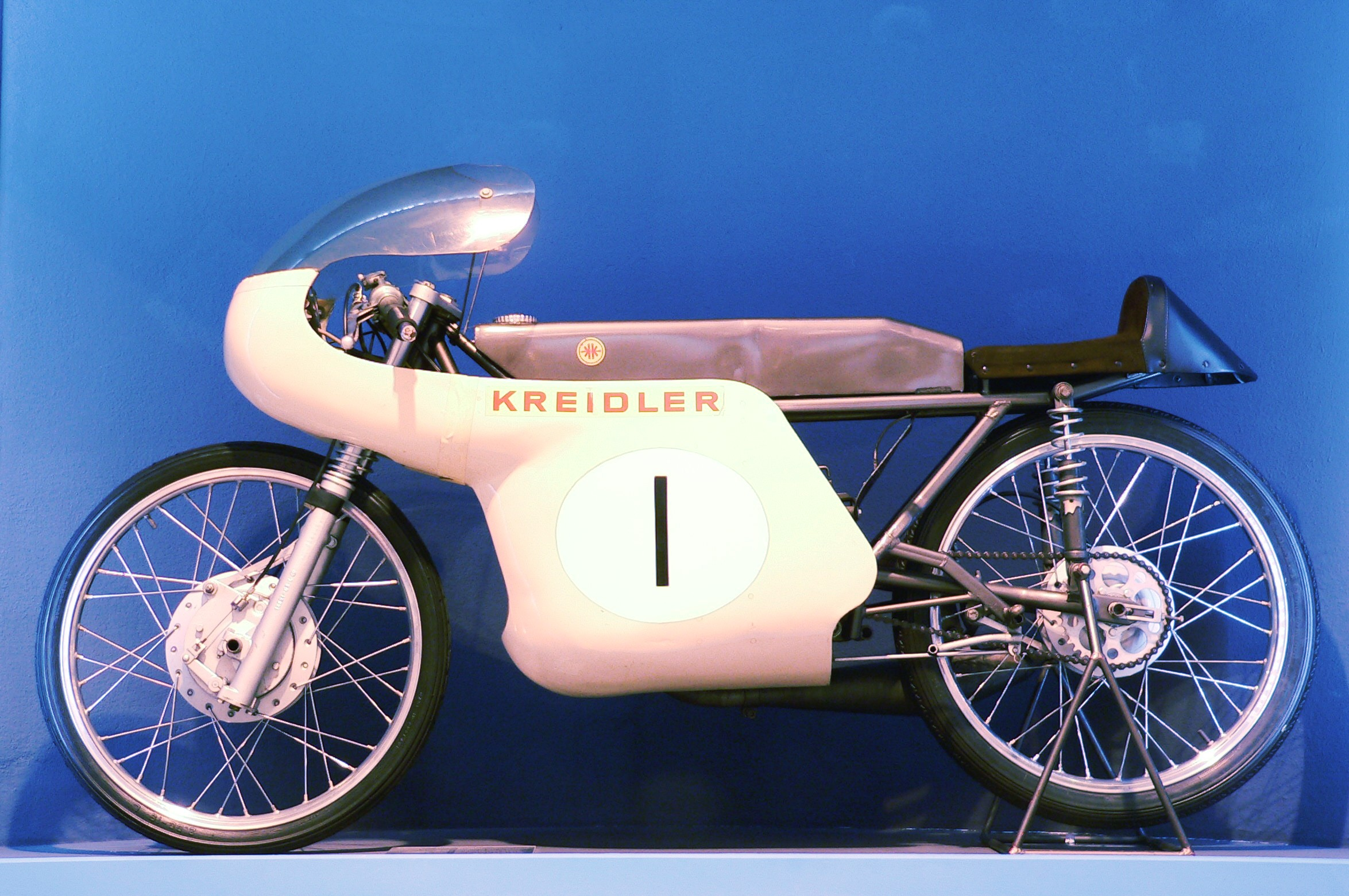
Il Kreidler Renn-Florett, uno dei protagonisti delle prime stagioni della 50 (1963)

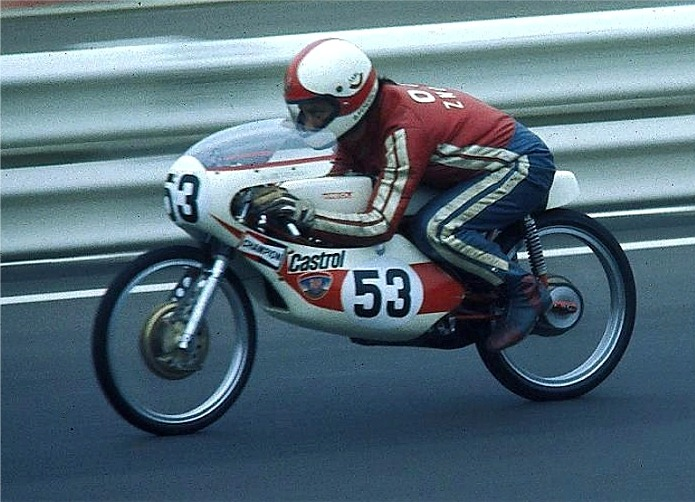
1976, impostazioni di guida

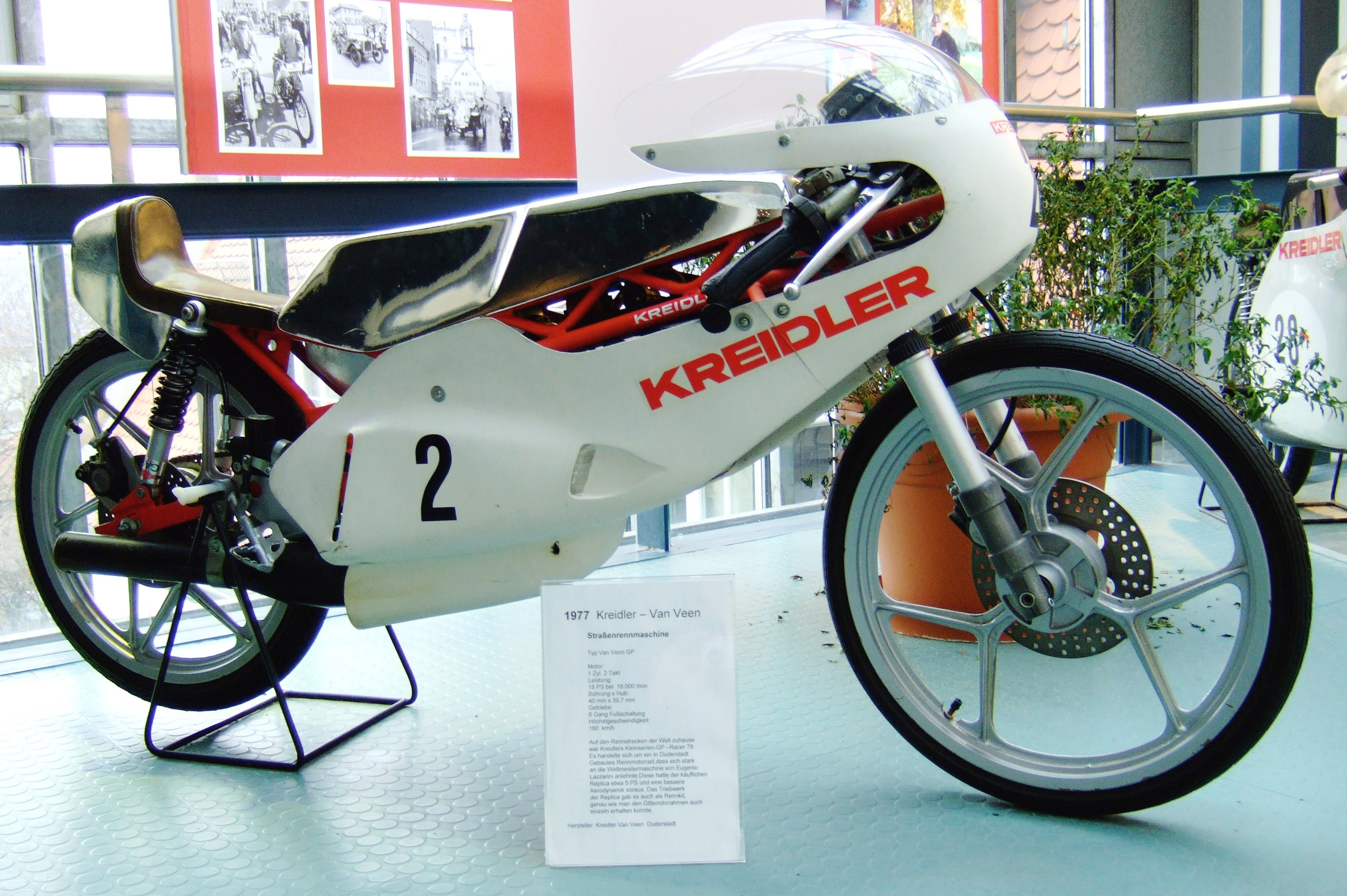
Il Kreidler Van Veen GP, uno dei protagonisti delle ultime stagioni della 50 (1977)

La prima idea di un Campionato del mondo per le 50 risale alla fine degli anni Cinquanta, in seguito all'istituzione, in diversi Paesi, di campionati riservati a questa cilindrata.
Nel 1961 la FIM, rispondendo alle sempre più pressanti richieste, istituì la Coppa Europa: una serie di gare internazionali per le 50, al fine di testare il regolamento per un futuro mondiale. Nella serie si fecero notare le tedesche Kreidler, che si imposero in cinque delle otto gare disputatesi.
Derivate da un modello stradale, le Kreidler avevano telai alleggeriti, testa e cilindri modificati, due carburatori Bing da 16 mm (poi da 17 mm), oltre a freni e sospensioni migliorati. 
Il motore erogava 18 CV, raggiungeva 18.000 rpm e spingeva la motocicletta a circa 160 km/h.
Visto il successo della Coppa Europa, la FIM introdusse, nel 1962, la Classe 50 tra quelle del Motomondiale. In quella prima edizione fu la Suzuki a vincere, con il pilota Ernst Degner. Quest'ultimo, ex pilota delle tedesco-orientali MZ 125, era scappato dalla DDR con la famiglia e, soprattutto, con i segreti delle velocissime due tempi di Zschopau: la Suzuki RM 62, infatti, riprendeva un prototipo della MZ progettata dal geniale Walter Kaaden. A contrastare le Suzuki vi erano la Kreidler, una due tempi dotata di cambio a 12 rapporti, con quattro marce a tre riduzioni, e la Honda CR 110, una monocilindrica a 4 tempi con distribuzione bialbero a quattro valvole. Dopo pochi anni la lotta per il titolo si restrinse alle due giapponesi, con la Kreidler a fare da comprimaria, limitata dalla derivazione delle sue moto da un mezzo stradale, mentre Honda e Suzuki si esercitavano in progetti arditi: bicilindriche a due o quattro tempi dai regimi di rotazione elevatissimi. La Honda CR 114, iridata nel 1965, sfruttava i 22.000 giri/min del suo motore a 4 tempi bicilindrico con distribuzione bialbero.
Il dominio giapponese terminò con la stagione 1968: per limitare i costi (e dare qualche possibilità di vittoria alle Case europee) la FIM introdusse la limitazione a uno del numero dei cilindri e, dal 1970, del numero dei rapporti a 6. La Suzuki dovette abbandonare lo sviluppo del nuovo motore tricilindrico di 50 cc, composto da elementi talmente minuscoli che per realizzarli e assemblarli aveva dovuto ricorrere all'opera di cesellatori e orologiai. Ad approfittarne, nel 1969, fu la spagnola Derbi, portata alla vittoria da Ángel Nieto, che si ripeté anche nel 1970. La stagione 1971 fu quella del primo trionfo della Kreidler, che correva sotto le insegne dell'importatore olandese Van Veen. Singolare il campionato 1972, risolto all'ultimo secondo, nel vero senso della parola: poiché sia Nieto che Jan de Vries (il campione uscente) avevano conquistato durante la stagione lo stesso numero di punti, lo stesso numero di vittorie e lo stesso numero di secondi posti, si decise di determinare il vincitore sommando i tempi delle gare in cui entrambi erano arrivati in fondo. Prevalse lo spagnolo per appena 21 secondi e mezzo. De Vries si rifece nel 1973.
Le Kreidler si ripeterono anche nelle stagioni 1974 e 1975, rispettivamente con l'olandese van Kessel e con Nieto. Lo spagnolo passerà l'anno seguente alla Bultaco, con cui conquisterà i titoli  1976 e 1977, lasciando quello 1978 al connazionale Ricardo Tormo. Le stagioni 1979 e 1980 sono quelle dei titoli di Eugenio Lazzarini, unico italiano campione del mondo della 50: se nel 1979 la conquista del titolo fu agevole, la stagione seguente il pilota marchigiano agguantò l'iride con molta più difficoltà (era stato licenziato dalla Kreidler, nonostante il titolo vinto). Dopo un secondo titolo di Tormo, nel 1981, toccò allo svizzero Stefan Dörflinger vincere i Mondiali 1982 e 1983 (in entrambi i casi davanti a Lazzarini, approdato sulla Garelli 50 GP).
La stagione 1983 fu l'ultima della classe 50: dalla stagione seguente, la cilindrata massima della classe fu elevata a 80 cc.

## Statistiche
Nel motomondiale si sono disputate 22 stagioni di questa classe, per un totale di 172 gran premi corsi. Con sei titoli conquistati è Ángel Nieto il pilota che ha ottenuto più mondiali in questa specifica classe, seguito dal tedesco Hans-Georg Anscheidt con tre titoli. Lo spagnolo Nieto risulta primatista anche per quel che concerne il numero di GP vinti con 27 affermazioni, secondo l'italiano Eugenio Lazzarini con 18 vittorie e terzo Ricardo Tormo con 15. Sempre per quel che riguarda le statistiche dei piloti, la nazione che ha ottenuto più titoli con i suoi piloti è la Spagna con 8 titoli (6 di Nieto e 2 di Tormo), seconda la Germania con 4 titoli (3 di Anscheidt e 1 di Ernst Degner) e terzi i Paesi Bassi con 3 (2 di Jan de Vries e 1 di Henk van Kessel). Con 43 vittorie ottenute dai suoi piloti, la Spagna capeggia anche la graduatoria dei GP vinti per nazionalità, con i Paesi Bassi secondi con 37 affermazioni e la Germania terza con 28.
Le statistiche per case motociclistiche vedono Suzuki e Kreidler essere le marche che hanno ottenuto più mondiali costruttori con 5 titoli, con la Butalco terza con tre titoli (quattro se conteggiamo un titolo costruttori ottenuto con denominazione Motul Bultaco). La Suzuki con sei titoli è la casa motociclistica che ha ottenuto più titoli mondiali piloti, con la Kreidler a 5 titoli in questa specifica classifica (sette se conteggiamo due titoli piloti vinti come Van Veen-Kreidler). Con 65 vittorie in gara è la Kreidler la casa motociclistica che ha ottenuto più vittorie nei gran premi, con la Suzuki seconda con 30 GP vinti.

## Albo d'oro

### La Coppa Europa 1961
|           | 1                    | 2                    | 3                                | 4                         | 5             | 6             | 7                                | 8                                        |
| --------- | -------------------- | -------------------- | -------------------------------- | ------------------------- | ------------- | ------------- | -------------------------------- | ---------------------------------------- |
| Data      | 30 aprile            | 7 maggio             | 14 maggio                        | 4 giugno                  | 9 luglio      | 20 agosto     | 16 settembre                     | 15 ottobre                               |
| Circuito  | Circuito di Mouscron | St Wendel (Saarland) | Hockenheimring                   | Zolder                    | Abbazia       | Zandvoort     | Circuito dell'Heysel (Bruxelles) | Saragozza                                |
| Gara      | 3me Prix De Mouscron |                      | Gran Premio della Germania Ovest | 3 me Prijs Zolder-Centrum |               |               |                                  | X Premio Internacional Fiestas del Pilar |
| Vincitore | Pierrot Vervroegen   | H.G Anscheidt        | Miro Zelnik                      | H.G Anscheidt             | H.G Anscheidt | H.G Anscheidt | Wolfgang Gedlich                 | Cesar Gracia                             |
| Moto      | Itom                 | Kreidler             | Tomos                            | Kreidler                  | Kreidler      | Kreidler      | Kreidler                         | Ducson                                   |